# Paradygmat defektywny
Paradygmat defektywny – paradygmat leksemu defektywnego, tj. leksemu, który nie ma wszystkich form wyrazowych przewidzianych dla jego części mowy. Na przykład niektóre czasowniki nie mają form określonego czasu albo strony biernej, a rzeczowniki nie mają form liczby pojedynczej albo mnogiej. 